# Talita Baqlah
Talita Baqlah (14 d'octubre de 1995) és una nedadora jordana nascuda a Romania. Ha participat en dues edicions dels Jocs Olímpics. En la prova de 50 metres estil lliure femení en els Jocs Olímpics de Londres de 2012 va finalitzar en 45a posició, finalitzant 6a en la seua sèrie amb un temps de 27,45 s. En la mateixa prova en els Jocs Olímpics de Rio de Janeiro de 2016 va finalitzar la 51a. En la sisena sèrie va acabar 5a i va establir un temps de 26,48 s, millorant els 26,57 s establerts un mes abans i que suposaven un nou rècord del seu país, però que no li va permetre passar a la semifinal.